# Erebia noctua
Erebia noctua är en fjärilsart som beskrevs av Hans Fruhstorfer 1917. Erebia noctua ingår i släktet Erebia och familjen praktfjärilar. Inga underarter finns listade i Catalogue of Life.